# Pha That Luang
Il Pha That Luang (in lingua lao: ພະທາດຫຼວງ, IPA: [pʰaʔ tʰaːt lˈuaŋ], letteralmente: grande stupa) è un edificio religioso del Buddhismo Theravada situato a Vientiane, la capitale del Laos.
È un'imponente struttura la cui cupola un tempo era coperta da lamine d'oro ed ha la funzione di reliquiario, in lingua lao tali edifici vengono chiamati thàat, gli equivalenti degli stupa indiani. Viene considerato il più importante monumento dell'architettura religiosa laotiana e, in virtù del suo valore simbolico, è stato inserito nel 1991 nell'emblema del Laos.
Lo stile esprime la natura religiosa-militare di Setthathirat I, il sovrano che lo fece erigere nel XVI secolo, in cui l'aspetto di fortezza regale si fonde con gli elementi simbolici tipici del Buddhismo Theravada. Fuori dall'entrata principale, è stata eretta una statua commemorativa del sovrano seduto sul trono con una lunga spada tra le mani, simbolo del ruolo di guardiano della fede e del thàat che fece costruire.

## Storia

Il moderno complesso templare costruito attorno al Pha That Luang

È stato costruito sul sito di un preesistente stupa del III secolo a.C. chiamato Pha Chedi Lokachulamany, dove secondo le credenze popolari missionari del re indiano Asoka fecero custodire la reliquia dello sterno di Buddha. Le rovine che si trovano nelle adiacenze fanno supporre che vi sia stato un tempio khmer del XII secolo.
Fu eretto per volere di re Setthathirat I, eroe nazionale e fervente buddhista, che nel 1560 aveva spostato la capitale dell'antico Regno di Lan Xang da Luang Prabang a Vientiane. È uno dei molti edifici religiosi con cui il sovrano abbellì la città, che sarebbe divenuta famosa per il suo splendore grazie soprattutto a tali strutture. I lavori iniziarono nel 1566.

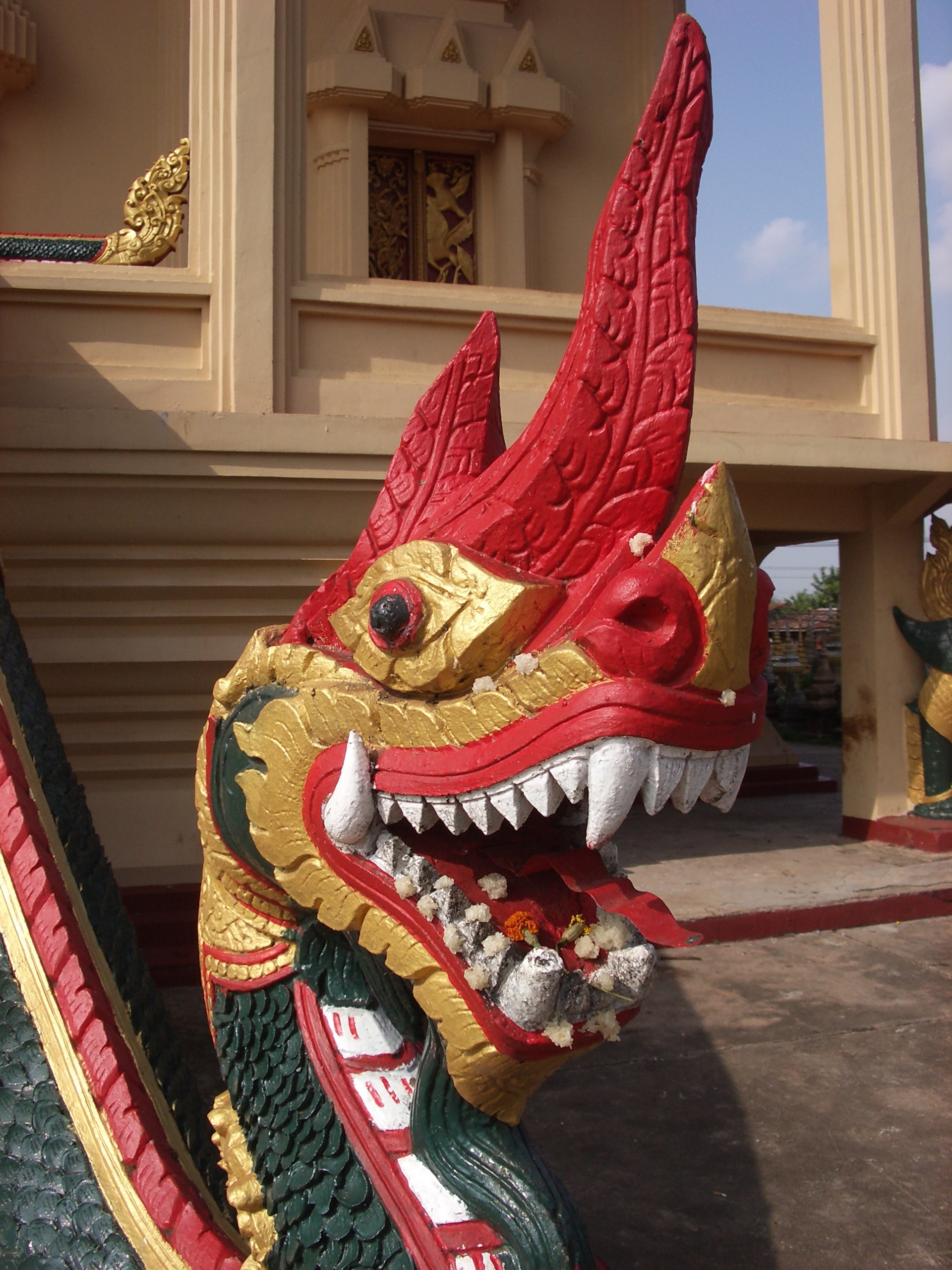
Testa del nāga che protegge la scalinata

La maggior parte dei documenti e degli annali che riportavano notizie sulla storia dell'edificio sono andati persi con la distruzione di Vientiane da parte dei siamesi nel 1828. Le inscrizioni visibili su alcune stele presenti all'interno del complesso templare sono state rovinate dall'usura del tempo e le poche parti leggibili non sono sufficienti per avere un quadro certo di quanto riportavano. La scrittura di un'inscrizione conserva le forme tipiche dell'alfabeto tai tham in uso nel Regno Lanna, sembra quindi confermare l'influenza che ebbe Lanna a Lan Xang nel periodo in cui That Luang fu costruito.
L'edificio fu destinato ad ospitare una cerimonia annuale a cui presenziavano tutti i governatori delle province del regno per testimoniare fedeltà al sovrano. Nel corso della festa si rendeva omaggio alle divinità ed al fondatore del regno Fa Ngum, a cui si deve la terza introduzione del Buddhismo tra i laotiani. Partecipavano inoltre molti cittadini, che cementavano in questo modo la solidarietà nazionale. L'evento si è da allora ripetuto ogni anno e si celebra tuttora per alcuni giorni durante la luna piena del 12º mese lunare, di solito tra ottobre e novembre.
È situato a circa 4 km dal centro cittadino e si trovava lungo una strada chiamata That Luang, dalla quale prese il nome. Nel XVII secolo, l'agente della Compagnia olandese delle Indie orientali Gerrit van Wuysoff fu ricevuto dal re Surigna Vongsa al Pha That Luang e rimase talmente impressionato dall'edificio che lo descrisse come un'enorme piramide coperta da lamine d'oro del peso di migliaia di libbre.
Nel corso degli anni fu danneggiato dagli eserciti birmani, siamesi e cinesi. Un grave danneggiamento fu quello operato dai siamesi tra il 1828 ed il 1829, quando venne soffocata una rivolta indipendentista del re Anuvong e Vientiane fu rasa al suolo ed evacuata. A seguito di tale evento il thàat venne abbandonato. Capillare fu la distruzione operata dai banditi cinesi Ho, detti anche l'esercito della bandiera nera, che in cerca di un tesoro distrussero buona parte dell'edificio, compreso il pinnacolo.
Fu ricostruito una prima volta in maniera approssimativa nei primi anni del Novecento dai colonizzatori francesi, che adottarono uno stile occidentale rifiutato dai laotiani. La struttura attuale risale agli anni trenta, quando gli stessi francesi lo rifecero completamente nella sua forma originale sulla base dei disegni dettagliati eseguiti 70 anni prima dall'architetto ed esploratore Louis Delaporte, che aveva scoperto il thàat sommerso dalla giungla.

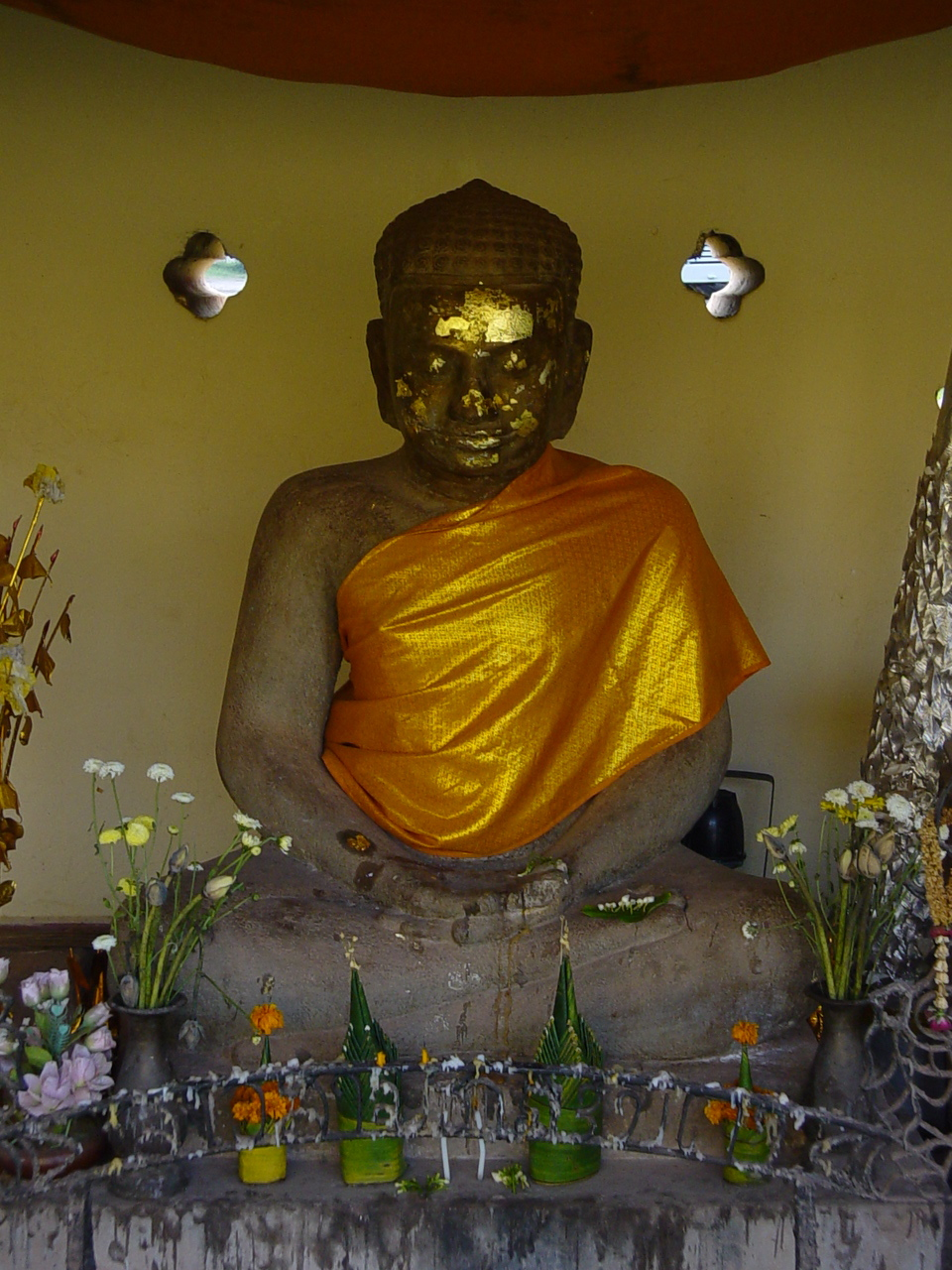
Statua dell'imperatore khmer Jayavarman VII

Il 25 marzo del 1992, il Pha That Luang è stato ufficialmente sottoposto all'attenzione dell'UNESCO, che lo ha inserito tra le candidature alla lista dei patrimoni dell'umanità.

## Architettura
(James McCarthy su Report of a Survey in Siam.)
L'architettura è tipica del periodo classico del Regno di Lan Xang, tra la fine del XV secolo ed il XVI, quando l'architettura sacra del Paese raggiunse il suo massimo splendore. Il thàat richiama l'aspetto di una regale fortezza, l'edificio principale è a pianta quadrata di 69 metri per lato ed è alto 45 metri. Rappresenta il monte Meru, la sacra montagna considerata il centro dell'universo.
Vi sono scalinate che permettono ai visitatori di accedere ai 2 livelli superiori, In ognuno dei livelli vi sono altorilievi scolpiti intorno all'edificio raffiguranti aspetti del Buddhismo. Al livello più basso si trovano almeno 323 bai sema, le pietre lavorate che delimitano i luoghi sacri. Vi sono diverse immagini e statue di origine lao e khmer, compresa una raffigurante l'imperatore khmer Jayavarman VII rinvenuta tra i resti del precedente stupa.
Al secondo livello vi sono 120 perle di loto e 30 thàat minori con la cima più appuntita, che rappresentano le perfezioni del Buddha. Il livello più alto conduce alla base della piramide-cupola, che rappresenta una gemma di loto allungata, simbolo dell'illuminazione buddhista. La struttura culmina nel pinnacolo, un fiore di banana stilizzato coperto da un parasole.

## Aspetto religioso
Nel That Luang si svolge annualmente la cerimonia religiosa del Laos a cui partecipa il più grande numero di religiosi e di fedeli. Durante la cerimonia, che ha luogo il 14º giorno di luna crescente e nel plenilunio del 12º mese laotiano, diverse migliaia di fedeli si muovono in processione attorno all'edificio. Sulle reliquie contenute al suo interno sono state avanzate svariate ipotesi, ma non si sa con precisione né la loro natura né a chi appartengano.

## Galleria multimediale

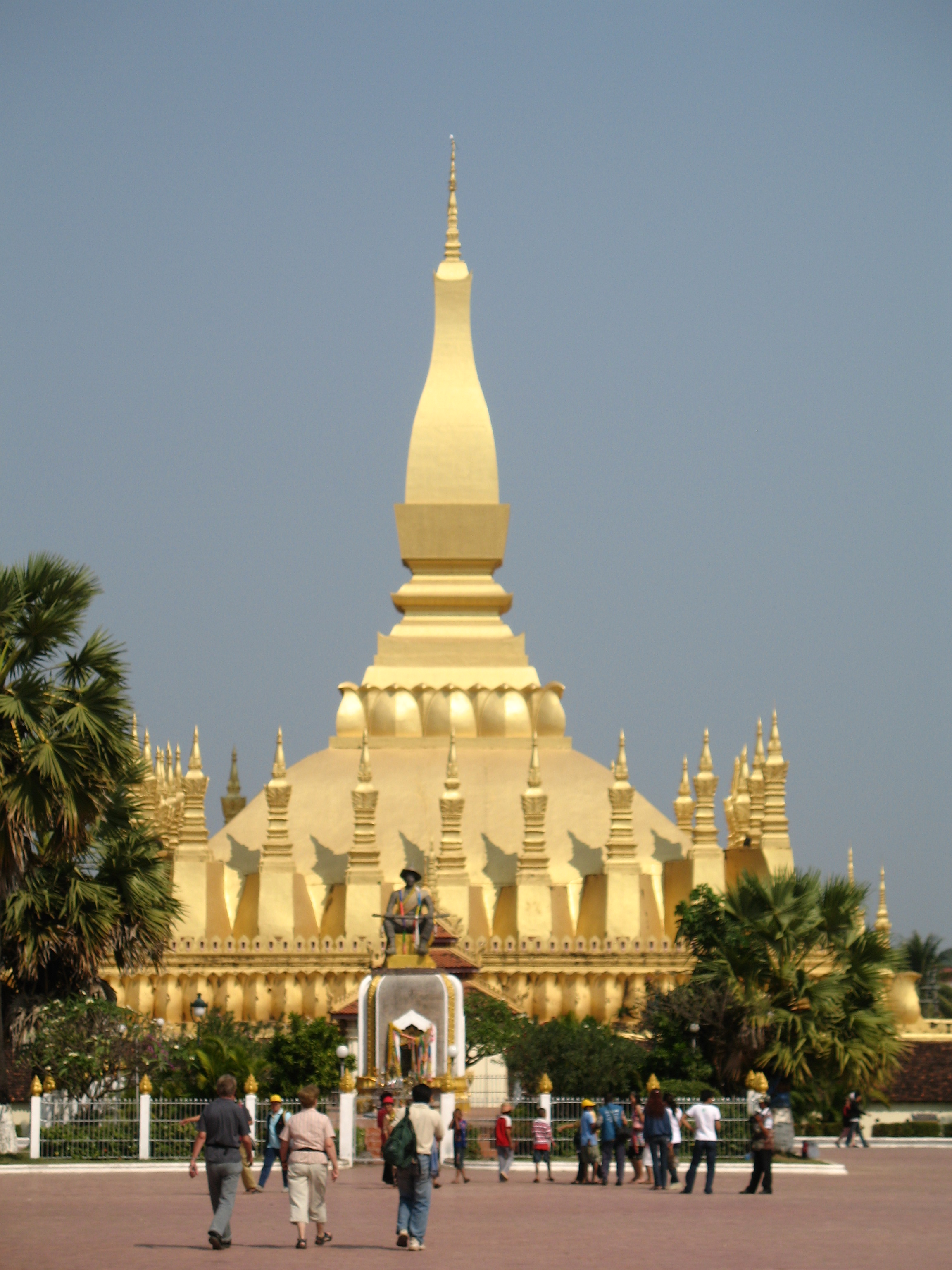
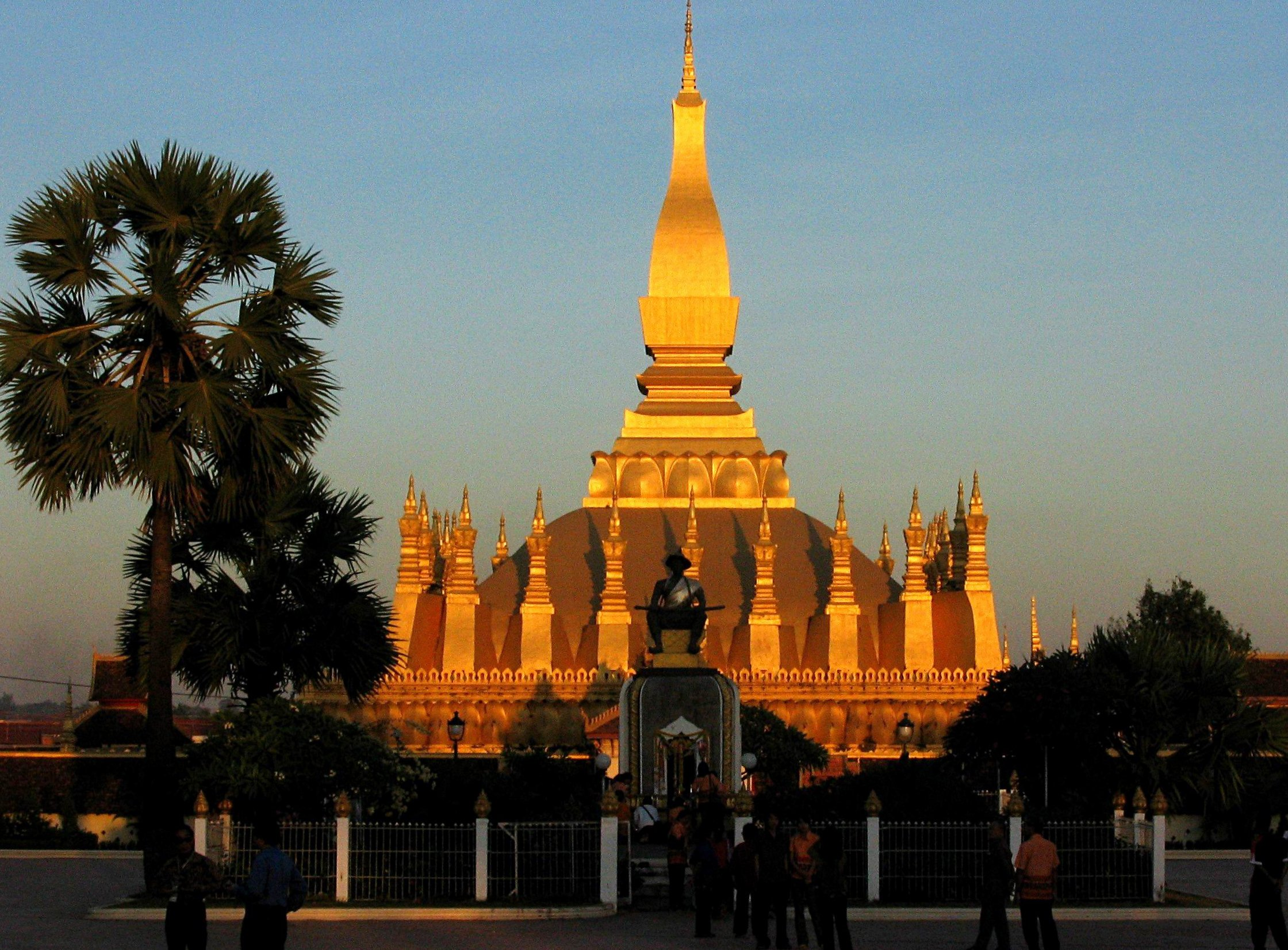
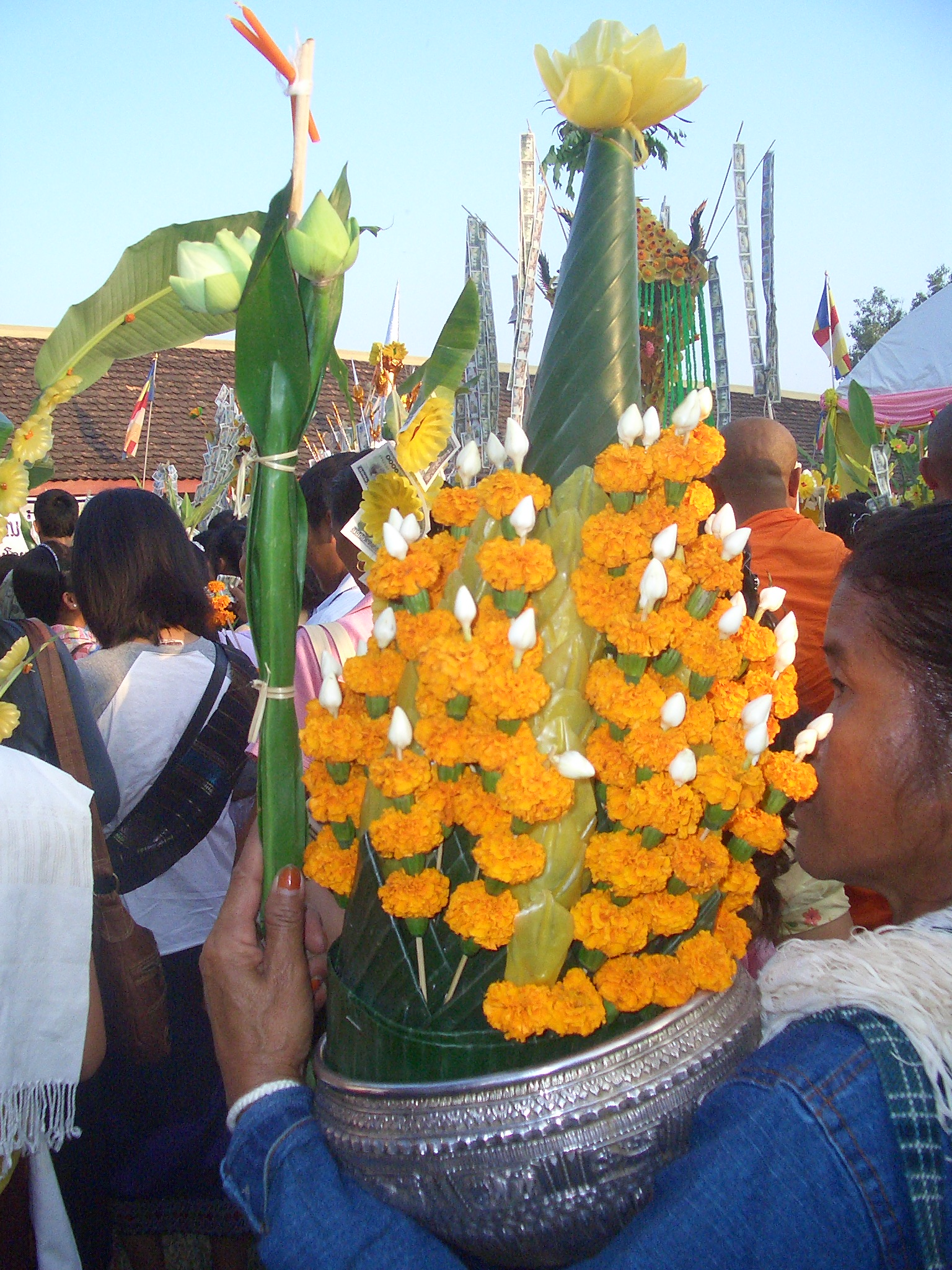
Festival di That Luang del 2010
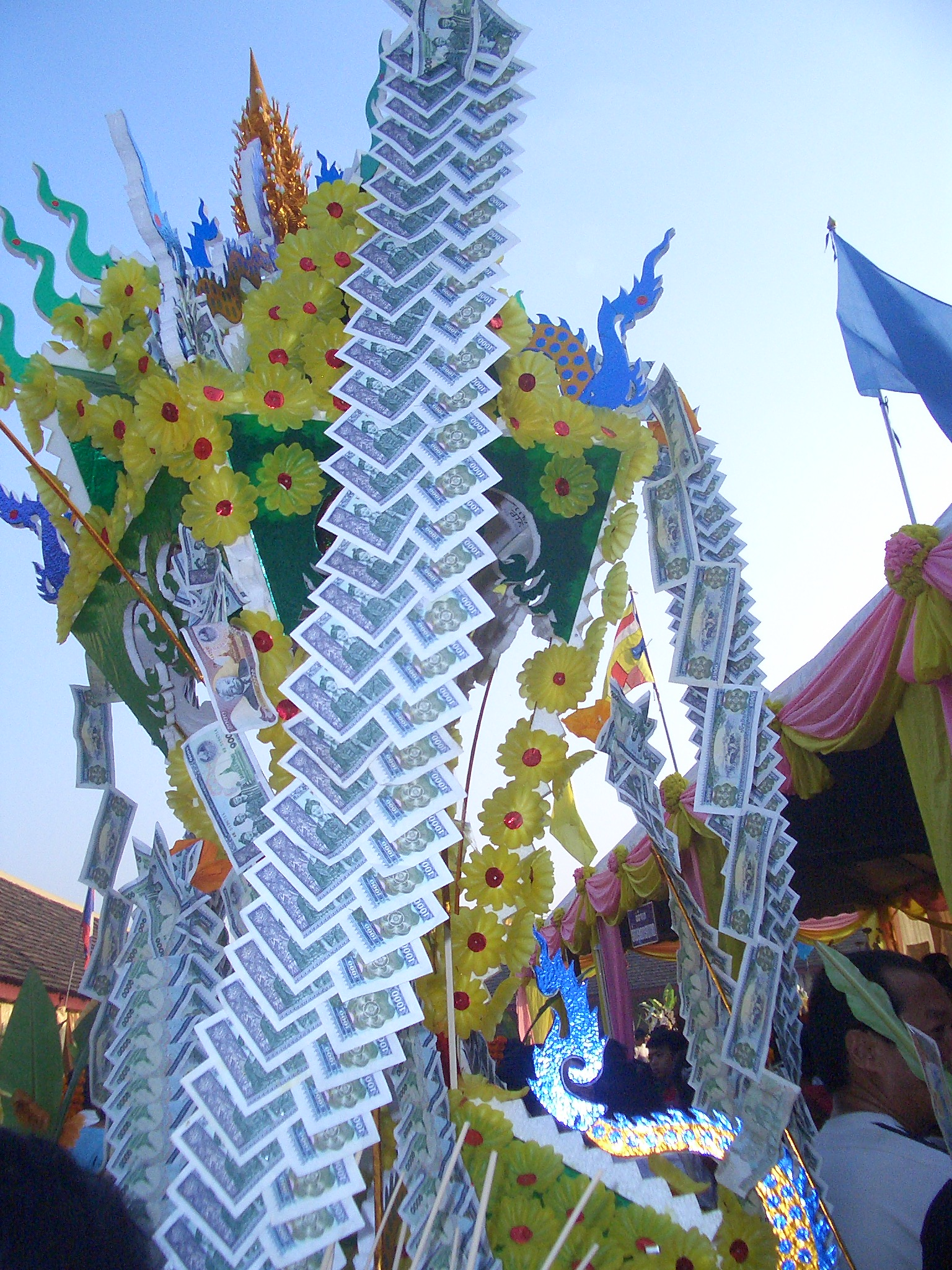
Festival di That Luang del 2010
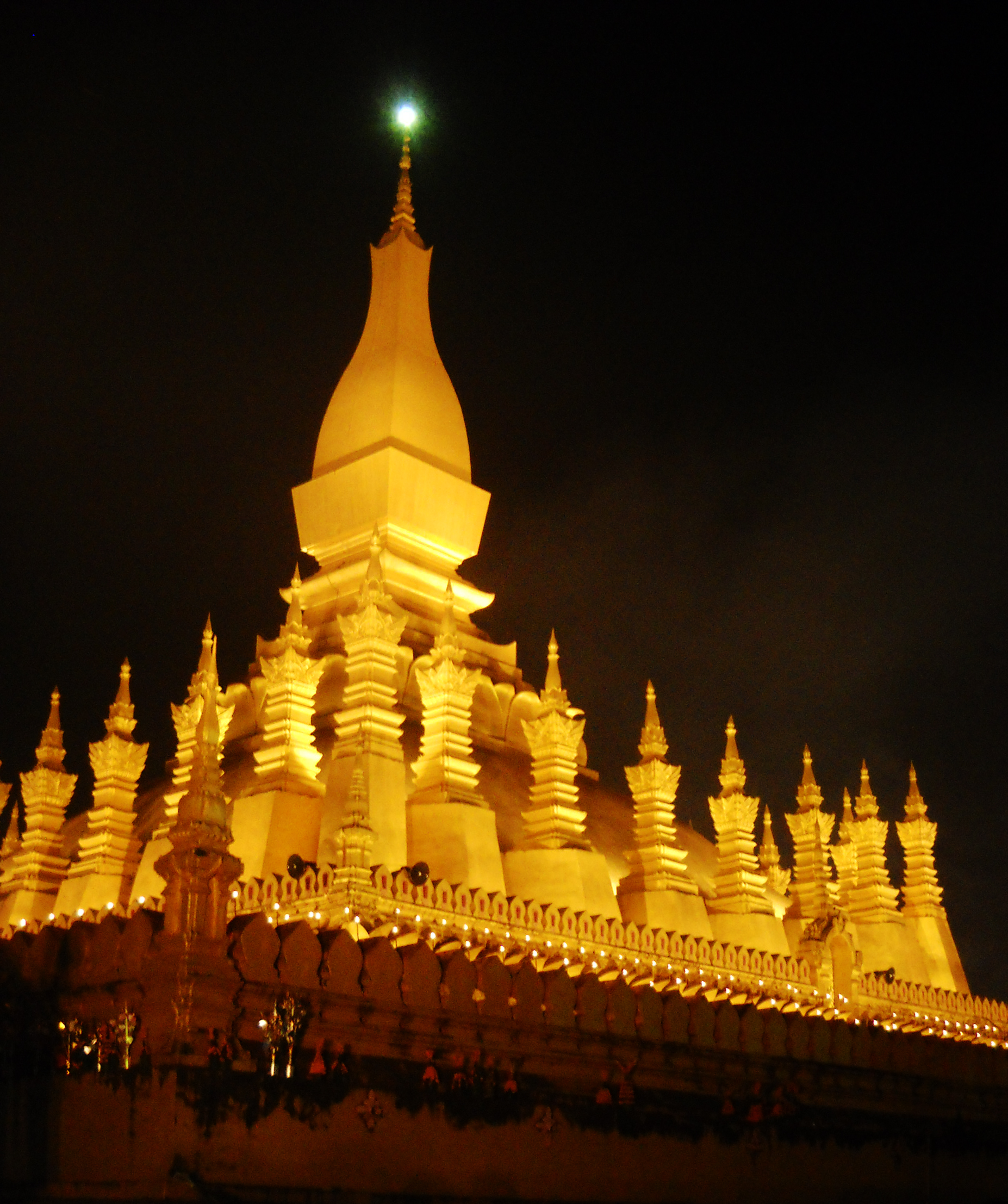
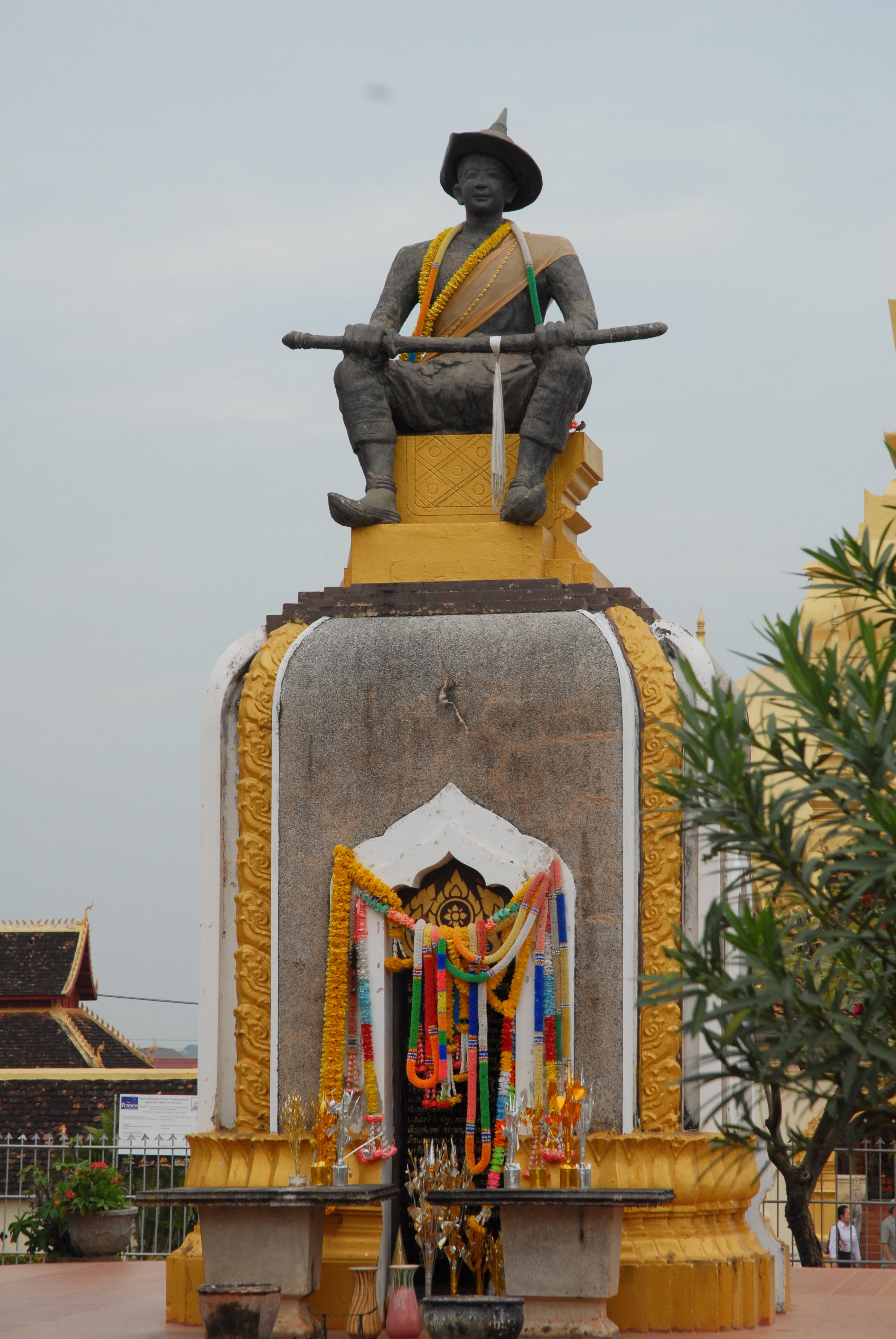
Monumento a Setthathirat
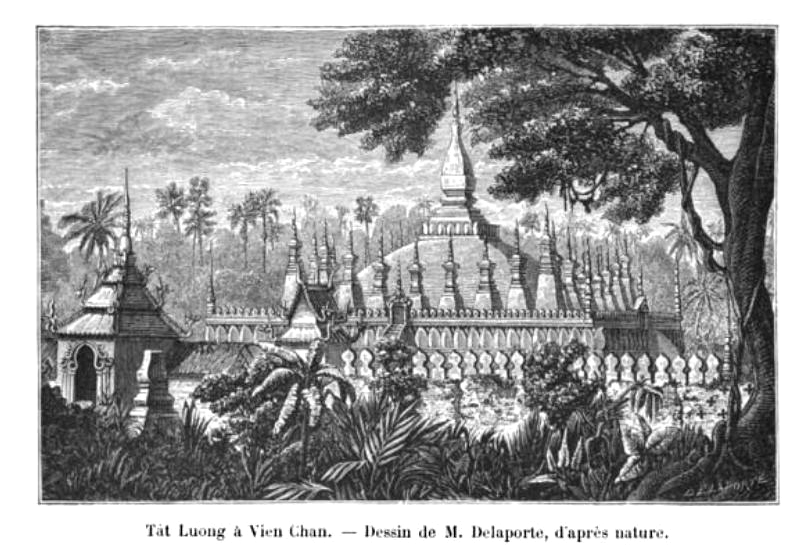
Una delle tavole disegnate da Delaporte usate per la ricostruzione degli anni 30
- Video clip